# Malovăț
Malovăț é uma comuna romena localizada no distrito de Mehedinți, na região de Oltênia. A comuna possui uma área de 110.00 km² e sua população era de 2882 habitantes segundo o censo de 2007.